# The Band (serie televisiva)
The Band è una sitcom italiana prodotta da Magnolia per DeA Kids e in onda da ottobre 2008. Dal 2012, la serie viene trasmessa anche in chiaro sul canale Super! del digitale terrestre.
Nel 2009 la serie è stata candidata agli Sky Tv Awards nella categoria Migliore idea innovativa per produzione originale. Nello stesso anno è stato pubblicato l'album della colonna sonora, Diario musicale - The Band.

## Produzione
Prima della messa in onda della serie vera e propria, nel 2008 Dea Kids trasmette più volte, come prologo, numerose delle canzoni interpretate nel corso dei vari episodi dal gruppo musicale protagonista, i Garage. Successivamente, nello stesso anno, la De Agostini comincia la programmazione della prima stagione sui canali televisivi di suo dominio.
Per interpretare due dei personaggi principali vengono scritturati due attori già affermati a livello nazionale: Alessandro Betti, noto per le sue frequenti partecipazioni nei programmi del duo comico Ale e Franz, e Francesca Calabrese, attrice conosciuta per la sua partecipazione nel ruolo di protagonista in Fiore e Tinelli.

## Trama
La serie si concentra sulle vicende musicali ed esistenziali che vedono coinvolti i giovani membri di una band agli esordi, i Garage. Il gruppo musicale è formato da cinque ragazzi: Maggie, Viola, Nick, Bonzo e Umberto, affiancati dalla manager Lucrezia, che provano suonando all'interno del garage (che fa da location all'intera serie) della casa di Maggie, nella speranza che prima o poi possa arrivare qualche contratto. Uno dei temi principali degli episodi è rappresentato dalla continua ricerca di un colloquio con produttori discografici che possano permettere alla band di incidere il loro primo disco; regolarmente, però, l'occasione è vanificata dal verificarsi di qualche ostacolo (spesso la mancanza di tatto di Lucrezia) che fa fallire l'obiettivo. In egual misura si affrontano non solo i problemi musicali, ma anche quelli adolescenziali e di vita quotidiana dei vari personaggi e membri del gruppo, con attenzione particolare per quelli relazionali e sentimentali.
Sebbene mai specificata direttamente, l'ubicazione del garage sembra essere nel Milanese, vista (o meglio sentita) la forte cadenza meneghina di quasi tutti i personaggi, dai protagonisti a quelli di contorno. Una ricorrente gag da parte di Lucrezia è quella di chiudere tutte le vocali (che normalmente avrebbe pronunciato aperte con accento lombardo) quando rimprovera qualcuno (per esempio "Umbèrto!" o "Mèggie!").

## Personaggi e interpreti

### I Garage
- Maggie, interpretata da Francesca Calabrese.
È una ragazza di 15 anni non particolarmente studiosa e appassionata di musica, fondatrice della band, della quale compone le canzoni. Suona la chitarra elettrica e canta assieme a Nick, del quale è innamorata, e riceve dei consigli da Viola. Litiga spesso con Lucrezia per i sentimenti che entrambe provano per Nick. Suona in genere la chitarra come accompagnamento armonico: quando si lancia in assolo distorti alla Jimi Hendrix manda in frantumi le finestre dei vicini.
- Viola, interpretata da Micol Garbelli.
È una ragazza di 15 anni che adora gli animali e le piante, e ha un look stravagante. Indossa regolarmente sandali bassi senza calze, indipendentemente dalla stagione. Usa l'energia positiva che c'è intorno a lei per far accadere cose belle alla sua migliore amica Maggie. È pazzamente innamorata di Bonzo, e l'amore per lui la porta a leggere riviste sui motorini. All'interno della band suona il basso e si aggiunge spesso come corista. Suona sempre con la tecnica del fingerpicking, senza mai usare un plettro.
- Umberto, interpretato da Edoardo Miriantini.
È un bambino di 11 anni e il più piccolo della band. Nonostante questo ha un'alta conoscenza della musica classica e della musica leggera, ed è un appassionato di Mozart e Beethoven. Nella prima puntata si scopre che è dotato dell'orecchio assoluto. È innamorato di Maggie, anche se consapevole di non essere ricambiato. Nella band suona la tastiera ed è il fratello minore di Lucrezia, anche se molto spesso si vergogna di esserlo (per via delle loro diverse intelligenze) e a volte arriva a sperare di essere stato adottato.
- Nick, interpretato da Alessandro Egger.
È un ragazzo di 16 anni, bello e molto corteggiato, del quale sono innamorate Lucrezia e Maggie. In ogni episodio ha una fidanzata diversa e non nota mai le avances di Maggie, spesso molto esplicite, e nemmeno quelle di Lucrezia, che in più di un'occasione vorrebbe tentare un "ritorno di fiamma". Nella band riveste il ruolo di cantante solista, sebbene la stessa Maggie canti sovente da sola a sua volta.
- Bonzo, interpretato da Ermes Califano.
È il batterista della band, un ragazzo di 16 anni ingenuo e con la passione per i motorini; è oggetto dell'amore di Viola, ma non accetta i sentimenti della ragazza nei suoi confronti. È innamorato di Lucrezia, anche se lei non ricambia il suo grande affetto poiché lo considera brutto e stupido. Il suo nome potrebbe essere un riferimento a John Bonham, batterista dei Led Zeppelin, anch'egli soprannominato Bonzo. È molto appassionato anche a una telenovela intitolata Yuki, la camionista degli Abruzzi. In un episodio si scopre che è stato bocciato.
- Lucrezia, interpretata da Carolina Tomassi.
È la manager della band e sorella maggiore di Umberto (infatti lei ha 15 anni). Ha un discreto talento musicale (pur non suonando strumenti, si aggiunge sovente ai cori, condividendo il microfono con Viola), anche perché è figlia di due produttori musicali. È innamorata di Nick, con il quale è stata fidanzata per tre giorni, e cerca in tutti i modi di riconquistarlo, finendo spesso in guerra con Maggie. È oggetto dell'amore di Bonzo, ma lei non lo calcola affatto. Inoltre è poco abile nell'utilizzare gli strumenti tecnologici come i computer e i telefonini (infatti in un episodio Lucrezia non riesce ad aprire un computer portatile e chiede l'aiuto del fratello Umberto).

### Personaggi secondari
- Signor Bruno, interpretato da Alessandro Betti.
È il padre di Maggie, di professione fa il veterinario. Da giovane aveva una band chiamata "Gli Autorimessa", con la quale ha inciso un disco. È un uomo molto paziente che raramente riesce a dare delle vere punizioni alla figlia. Spesso chiama Maggie con vezzeggiativi di animali, come "passerottina" o "micetta", cosa che la manda su tutte le furie. Abile chitarrista come la figlia, sembra non resistere alla tentazione di esibirsi in assolo virtuosistici particolarmente distorti e rumorosi, alla Jimi Hendrix.
- Mamma di Maggie
Non compare mai durante la serie, ma viene spesso menzionata dalla figlia e dal marito. Si trova all'estero e si sposta tra il Giappone, dove studia il comportamento amoroso delle balene, e la Cina, dove studia i panda. A volte si sente la sua voce al cellulare.
- Madre di Bonzo
Viene talvolta menzionata ed è possibile sentirla al telefono in un solo episodio. A causa delle bravate del figlio, spesso gli impedisce di provare con la band.
- Signora Ermida
Abita vicino al garage di Maggie. Non compare mai fisicamente ma a volte viene menzionata. Spesso il signor Bruno riferisce alla band le sue lamentele riguardo al rumore che fanno durante le prove.
- Nonna di Bonzo
Appare in un episodio in cui il signor Bruno, in seguito alle lamentele della signora Ermida, chiede alla figlia Maggie di suonare ad un volume consono a una signora della sua età. L'anziana signora si rivela però sorda e perciò incapace di aiutarli.
- Ginevra
È l'esatta copia di Lucrezia, e nel solo episodio in cui appare, per aiutare i Garage a partecipare a un concorso musicale, si dimostra molto arcigna e incapace in informatica. Tant'è vero che, quando gira un video per il gruppo, si riprende l'occhio perché aveva la telecamera al contrario e fa quindi arrivare la band all'ultimo posto.
- Samantha, interpretata da Grazia Migneco.
È un'anziana signora che suona il sassofono, introdotta solo in un episodio in cui Lucrezia iscrive i Garage ad un concorso per gruppi con almeno un sassofonista all'interno della band. Quando raggiunge il gruppo, i membri dei Garage, vedendo una signora anziana, decidono di suonare tanto piano che Samantha se ne va via.

## Episodi
| Stagione       | Episodi | Prima TV  |
| -------------- | ------- | --------- |
| Prima stagione | 64      | 2008-2009 |

## Curiosità
- Nell'episodio Il cantante dei Pechino Motel compare la Miss Italia 2005, Edelfa Chiara Masciotta.
- Nel garage ci sono poster di molti cantanti famosi, tra cui Avril Lavigne e i Jonas Brothers.